# Ulica Sokołowska w Siedlcach
Ulica Sokołowska – jedna z głównych ulic wylotowych w Siedlcach, w kierunku Łomży (Sokołowa Podlaskiego), znajdująca się w dzielnicach: Śródmieście i Północna Dzielnica Przemysłowa. 
Nazwa pochodzi od miasta Sokołów Podlaski.

## Przebieg
Ulica graniczy od południa z ulicą Wojskową, kończy się na granicy miasta ze Strzałą.
Droga na odcinku 930 metrów (między ulicą: ppłk Mariana Drobika a granicą miasta (Strzała)) jest częścią drogi krajowej nr 63.
Po wschodniej stronie ulicy (od ul. M. Asłanowicza do ul. Mieszka I) znajdują się bloki Os. Tysiąclecia, natomiast po zachodniej stronie, na wysokości ul. Żytniej do ul. Jagiełły, znajduje się Os. Żytnia.

## Historia
Ulica powstała najprawdopodobniej na przełomie XIX i XX wieku, początkowo droga brukowa, nawierzchnię asfaltową uzyskała w latach 60. W 2006 roku została częściowo zmodernizowana (na odcinku Wojskowa – Rynkowa, wymiana chodników, wymiana oświetlenia nastąpiła w 1999). W 2008 roku zostało gruntownie przebudowane i zmodernizowane skrzyżowanie Rynkowa/Popiełuszki (związane z połączeniem tej ostatniej z ul. Sokołowską). W 2010 r. nastąpiła gruntowna modernizacja ulicy na odcinku Rynkowa - Jagiełły (wraz z budową ścieżki rowerowej po wschodniej stronie).

## Obiekty
- Kolumna Toskańska
- Zakład Doskonalenia Zawodowego, nr 28
- Towarzystwo Wiedzy Powszechnej, nr 37
- D.H. Olimp (Topaz), nr 47
- Kaufland, 113
- Park Handlowy Multibox, nr 115
- Kościół pw. Św. Józefa, nr 124
- Market Carlos, nr 126
- Siedleckie Zakłady Drobiarskie Drosed S.A., nr 154
- Market Topaz, nr 157
- Collegium Mazovia Innowacyjna Szkoła Wyższa (dawniej Wyższa Szkoła Finansów i Zarządzania), nr 172
- stacja paliw LOTOS, nr 174

- Salon Łazienek Eska, nr 180
- Stacja Paliw BP, nr 182

## Komunikacja
Ulicą Sokołowską kursują autobusy nr: 3, 4, 9, 10, 17, 27, 32, 38, 42, 43